# Еверхрд (Юлихгау)
Еверхрд (на френски: Everhard de Juliers; † ок. 1051) от Дом Юлих е граф в Юлихгау (Pagus Juliacensis) в Долна Лотарингия.

## Произход
Той е син на граф Герхард I († 1029).  Неговият син Герхард II († 1081) го наследява през 1051 г. като граф в Юлихгау.